# 1610

## أحداث
- أول مطبعة عربية في العالم العربي أسسها رهبان موارنة في دير قزحيا.[1][2]
- تأسيس مدينة ايتو وتقع حاليا في البرازيل.
- تأسيس مدينة نانديد [الإنجليزية] وتقع حاليا في الهند.
- تأسيس مدينة نمنكان وتقع حاليا في أوزبكستان.
- 7 يناير - غاليليو غاليلي يراقب أقمار غاليليو لأول مرة (كاليستو، غانيميد، يوروبا، آيو). ولم يتمكن من تمييز آخر اثنين حتى اليوم التالي.
- 20 نوفمبر - الشيخ المأمون يسلم العرائش لفيليب الثالث ملك إسبانيا.
- 24 ديسمبر - التوقيع في لاهاي على أول اتفاقية بين المغرب وهولندا.

## مواليد
- يوهان بالتازار شوب